# René Bureau (conservateur)
Pour les articles homonymes, voir René Bureau.
Joseph Arthur René Bureau, né le 4 juillet 1915 à Québec et décédé le 10 septembre 2016 dans la même ville, est conservateur du Musée de géologie René-Bureau, anciennement Musée du Département de géologie et de génie géologique de l’Université Laval, renommé en 2000 en son honneur, pour sa contribution notoire au développement du musée. 

## Biographie
Autodidacte passionné de géologie, René Bureau approfondit ses connaissances au contact des membres des Cercles des jeunes naturalistes et plus tard du Cercle Kondiaronk, où il fait la rencontre du frère Marie-Victorin. À 22 ans, il obtient un poste d’assistant aux géologues au Service des mines,. 
Il travaille près de quarante ans au département de géologie et de génie géologique de l’Université Laval. Il occupe les rôles de conservateur adjoint de 1940 à 1968 sous la coupe de l'abbé Joseph-Willie Laverdière, alors professeur responsable de la collection géologique de l’Université Laval. René Bureau succède à l'abbé comme conservateur du Musée de géologie jusqu'en 1979, musée qui porte aujourd'hui son nom.  
Dans les années 1980 et 1990, M. Bureau a fait don d’une partie de ses archives à la Ville de Québec.

## Réalisations
René Bureau est le promoteur du projet de musée paléontologique permanent à Miguasha, site situé dans la région du Québec méridional, sur la côte sud-ouest de la péninsule de Gaspésie. Il fait partie des premiers scientifiques à faire des fouilles sur le site paléontologique. Il y retourne pendant quatre décennies et il en rapporte plus de 1 000 spécimens fossiles qui font partie de la collection de l’Université Laval. René Bureau entreprend très tôt des démarches pour inciter le gouvernement du Québec à protéger et mettre en valeur le site de Miguasha, pour sa valeur scientifique. Ses relations avec d’anciens étudiants de géologie devenus fonctionnaires contribuent à faire avancer le projet de protection. En 1976, le gouvernement du Québec crée le parc national de Miguasha. 
Il publie plus de 70 articles dans des revues scientifiques et historiques. Sa contribution scientifique à la géologie québécoise et à la préservation du site de Miguasha est reconnue par la communauté scientifique, qui nomme deux espèces de la faune fossile de Miguasha en son honneur, le poisson à nageoires charnues Miguashaia bureaui (Schultze 1973) et le scorpion primitif Petaloscorpio bureaui Kjellesviq (Wearing, 1986),.

En 1999, l'UNESCO reconnut la valeur exceptionnelle du site de Miguasha en le plaçant au rang des joyaux du patrimoine mondial :
« Le parc national de Miguasha est un site paléontologique remarquable, considéré comme la meilleure illustration de la période du dévonien ou « âge des poissons ». Datée de 370 millions d'années, la formation d'Escuminac, dévonien supérieur, renferme cinq des six groupes de poissons fossiles associés à cette période. L'importance de ce site tient au fait qu'on y trouve la plus grande concentration de spécimens fossiles de poissons à nageoires charnues – en état exceptionnel de conservation – qui sont les ancêtres des premiers vertébrés terrestres respirant de l'air : les tétrapodes. »
René Bureau est aussi président et cofondateur de la Société de généalogie de Québec. Cette dernière a renommé le catalogue de sa bibliothèque « Catalogue René-Bureau ».
Le 23 octobre 2015, il reçoit la Médaille de l'Assemblée nationale du Québec, en reconnaissance de son apport aux domaines de la géologie et de la généalogie,.